# Polizia della Città di Londra
La Polizia della Città di Londra (in inglese City of London Police) è una forza di polizia territoriale responsabile del mantenimento dell'ordine pubblico nella Città di Londra, in Inghilterra, che in qualità di contea dispone di una gendarmeria propria. Il servizio responsabile del resto della zona della Grande Londra è la Polizia Metropolitana, che rimane un'organizzazione separata.
La Polizia della Città di Londra conta circa 1200 dipendenti di cui 813 agenti di polizia. Dispone di tre stazioni presso Snow Hill, Wood Street e Bishopsgate. Dipende dall'antica Corporazione della Città di Londra.

## Commissari
- Daniel Whittle Harvey (1839–1863)
- Colonnello Sir James Fraser, KCB (1863–1890)
- Tenente colonnello Sir Henry Smith, KCB (1890–1902)
- Capitano Sir William Nott-Bower, KCVO (1902–1925)
- Tenente colonnello Sir Hugh Turnbull, KCVO, KBE, KPM (1925–1950)
- Colonnello Sir Arthur Young, KBE, CMG, CVO, KPM (1950–1971)
- James Page, QPM (1971–1977)
- Peter Marshall, QPM (1977–1985)
- Owen Kelly, QPM (1985–1994)
- William Taylor, QPM (1994–1998)
- Perry Nove, QPM (1998–2002)
- James Hart, QPM (2002–2006)
- Michael Bowron, QPM (2006–2011)[1]
- Adrian Leppard, QPM (2011–2015)
- Ian Dyson, QPM (2016–attuale)